# Melita hoshinoi
Melita hoshinoi is een vlokreeftensoort uit de familie van de Melitidae. De wetenschappelijke naam van de soort is voor het eerst geldig gepubliceerd in 1990 door Yamato.